# Primera (Rebsorte)
Primera ist eine Weißweinsorte, die an der Forschungsanstalt Geisenheim von Helmut Becker gezüchtet wurde. Dafür kreuzte der Önologe im Jahr 1952 die Rebsorten (Silvaner x Riesling) x (Riesling x Silvaner). Seit 1997 hat Primera Sortenschutz. Die Experimente mit dieser Rebsorte gehören in den gleichen Zusammenhang wie die Entwicklung anderer Züchtungen namens Ehrenbreitsteiner, Dakapo, Rondo und Saphira. Die Grundidee Beckers war, vor dem Hintergrund seiner Dissertation über die Reblaus und vorausgegangener zehnjähriger Forschungsarbeit zu ihrer Bekämpfung, die Entwicklung einer schädlings- und pilzresistenten Rebe.
Im Falle der Primera wurden die Erwartungen Beckers nicht vollständig erfüllt: In tieferen, feuchten Lagen oder schlechten Jahren ist diese Rebe anfällig gegen Echten Mehltau (Oidium spp.) und muss mit 1–2 Schwefelbehandlungen jeweils kurz vor und/oder kurz nach der Blüte versehen werden. Vorteilhaft ist jedoch eine gute Winterfestigkeit auch gegen stärkere Fröste und Resistenz gegen Grauschimmelfäule (Botrytis cinerea), der sich erst an reifen Trauben bildet. Primera ist eine Varietät der Edlen Weinrebe (Vitis vinifera). Sie besitzt zwittrige Blüten und ist somit selbstfruchtend. Beim Weinbau wird der ökonomische Nachteil vermieden, keinen Ertrag liefernde, männliche Pflanzen anbauen zu müssen.
Der Weintyp erinnert geschmacklich an einen Silvaner, fällt jedoch neutraler aus. Er ist ein guter Sektgrundwein.
Synonyme: Geisenheim 341 58 (Gm 341 58)
Abstammung: (Silvaner x Riesling) x (Riesling x Silvaner)

## Weblink
- Primera in der Datenbank Vitis International Variety Catalogue des Instituts für Rebenzüchtung Geilweilerhof (englisch)